# War (2019)
War ist ein indischer Action-Thriller in Hindi aus dem Jahr 2019. Unter der Regie von Siddharth Anand, der das Drehbuch gemeinsam mit Sridhar Raghavan, Abbas Tyrewala und Aditya Chopra schrieb, spielen Hrithik Roshan und Tiger Shroff die Hauptrollen. Im Film spielen außerdem Vaani Kapoor, Ashutosh Rana, Anupriya Goenka, Dipannita Sharma, Sanjeev Vatsa, Mashhoor Amrohi, Yash Raj Singh, Arif Zakaria und Mohit Chauhan mit. Dies ist der dritte Teil des  YRF-Spionageuniversums. Im Film erhält ein indischer RAW-Agent den Auftrag, seinen ehemaligen Mentor, einen Gangster, auszuschalten.
Die Hauptdreharbeiten begannen im September 2018. Der Film trug vorläufig den Titel „Fighters“ und wurde später in einem am 15. Juli 2019 veröffentlichten Teaser als „War“ angekündigt. Das Budget für den Film betrug 150 Crore (21 Millionen US-Dollar), und 20 Crore (2,3 Millionen US-Dollar) wurden für Druck und Werbung ausgegeben. Während Vishal-Shekhar die Musik für zwei Lieder komponierte, komponierten die Brüder Sanjit Balhara und Ankit Balhara die Hintergrundmusik. Anands häufige Mitarbeiter Salim-Sulaiman und Roshan spielen die Hauptrollen in „Bang Bang!“. Die Hintergrundmusik zum Film wurde komponiert.
„War“ kam am 2. Oktober 2019, zeitgleich mit dem Gandhi Jayanti, zusammen mit synchronisierten Versionen in Telugu und Tamil in die Kinos. Der Film spielte schließlich 4,75 Milliarden ₹ (67,45 Millionen US-Dollar) ein und wurde damit zum umsatzstärksten indischen Film des Jahres 2019. Eine Fortsetzung mit dem Titel „War 2“ ist in Produktion und soll am 14. August 2025 in die Kinos kommen.

## Kontext der Geschichte
In Neu-Delhi wird Major Kabir Dhaliwal beauftragt, den irakischen Terroristen Fareed Haqqani zu ermorden, wird jedoch stattdessen von dem hochrangigen RAW-Agenten V.K. ermordet. Naidu wird getötet, weil er sich selbst als Verbrecher bezeichnet. Verteidigungsministerin Sherna Patel und Oberst Sunil Luthra beauftragen Captain Khalid Rahmani, Kabirs ehemaligen Schüler, ihn zu eliminieren.
In seinen Memoiren möchte sich Khalid Rahmani Kabirs Gruppe anschließen, wird jedoch zunächst von Khalids Vater, Major Abdul Rahmani, abgewiesen, da Kabir bei einem früheren Einsatz durch Verrat an der Armee zwei Schusswunden erlitten hatte und sein Partner gestorben war. Nach Luthras Überredungskünsten willigt Kabir widerwillig ein, Khalid in sein Team aufzunehmen. Zur Gruppe gehören die Agenten Saurabh, Prateek, Muthu und Aditi.
Das Team begibt sich auf eine erfolgreiche Mission, um Haqqanis Komplizen im irakischen Tikrit zu töten. Dabei wird ein Terrorist namens Bashir Hasib verhaftet, was ihr Hauptziel, Rizwan Ilyasi, aus seinem Versteck lockt – ein ehemaliger Terrorist, der zum Geschäftsmann wurde. Trotz des Missionserfolgs bemerkt Kabir, dass Khalid auf seiner rechten Seite mehrere Ziele verfehlt hat und sein peripheres Sehvermögen schlecht ist, was dazu führen könnte, dass Khalid aus seinem Trupp geworfen wird. Khalid gibt zu, dass sein Sehvermögen aufgrund eines Missbrauchsvorfalls in seiner Kindheit und des Verrats seines Vaters teilweise geschädigt wurde. Khalid erkennt seine Liebe zu seiner Mutter und seinem Land, gewinnt Kabirs Vertrauen und wird wieder eingestellt. Das Team nimmt Ilyasi während einer Mission in Marrakesch gefangen, bei der Ilyasi Kabir mitteilt, dass er einen Maulwurf ins Team gebracht hat. Saurabh gibt sich als Maru zu erkennen und tötet Prateek und Muthu. Es kommt zu einer Schießerei zwischen Kabir und einem von Ilyasis Männern. Kabir wacht einige Tage später in einem Krankenhaus auf, nachdem er in den Hals geschossen wurde. Dort trifft er den verletzten Khalid, der ihm erzählt, dass er derjenige ist, der Saurabh getötet hat.
Derzeit ist es wahrscheinlich, dass Khalid von der Mission abgezogen wird. Kabir arrangiert ein Treffen mit Khalid in einer U-Bahn, und das nächste Ziel ist Dr. Uptal, der sich als Biswas outet und Oberstleutnant Jimmy Shroff brutal ermordet. Khalid kann Kabir nicht davon abhalten, Biswas zu töten, was zu seiner Suspendierung führt. Khalid findet Kabir im Rahmen einer früheren Mission und erfährt dort, dass dieser vor sechs Monaten an einer verdeckten Operation zur Bergung einer Festplatte der Regierung mit Geheimcodes beteiligt war und es dabei auf Ilyasis bekannte Komplizen abgesehen hatte. Khalid erfährt außerdem, dass Kabir eine Beziehung mit einer Tänzerin namens Naina Sahni in Italien vorgetäuscht hat, um Illyas Manager, Firoz Contractor, auszuspionieren. Kabir geht davon aus, dass Firoz Illyaazi ist, der schließlich Naina tötete und sich durch plastische Chirurgie in Firoz verwandelte. Also gibt sich Kabir als Schläger aus, um Ilyasis Agenten zu fangen. Nur Aditi weiß davon. Kabir und Khalid vereinbaren eine Zusammenarbeit, doch Kabirs Versteck wird angegriffen. Die beiden fliehen nach Kerala, wo sie an Aditis Hochzeit teilnehmen und eine Festplatte mit Codes bergen. Kabir übergibt Khalid das Laufwerk zur sicheren Aufbewahrung.
Während sie den Erfolg der Mission auf einem Hausboot feiern, vergiftet Khalid Kabirs Getränk und enthüllt, dass er in Wirklichkeit Saurabh ist. In einer schockierenden Wendung bricht ein Kampf zwischen Khalid und Saurabh aus, nachdem er Saurabhs wahres Gesicht erkennt. Währenddessen schießt Ilyasi mehrmals von hinten auf Khalid und ersticht dann Saurabh. Er übermittelte Saurabh Ilyasi seine Bedenken bezüglich des Projekts und konsultierte den renommierten plastischen Chirurgen Dr. Mallika, der nach Singhal gebracht wurde. Kabir ändert seine Identität in Khalid, sodass er seine wahre Identität nicht kennt. Mallika verändert Saurabhs Stimmbänder und passt sein Gesicht an, und Saurabhs Narben helfen ihm nur dabei, sich in Khalid zu verwandeln. Nachdem Saurabh Kabir seine wahre Identität offenbart hat, wirft er einen geschwächten Kabir in den Fluss. Am Polarkreis kehrt Saurabh zu Ilyasi zurück, der sich auf einem Eisbrecher befindet. Kabir springt mit dem Fallschirm auf das Schiff und tötet Ilyasis Männer. Kabir stellt Saurabh wegen seines Verrats zur Rede. Nachdem Khalid die Schüsse von seiner rechten Seite aus gesehen hatte, konnte er aufgrund einer Augenverletzung nicht schießen. Und Alkohol getrunken. Khalid verzichtet aufgrund seiner religiösen Überzeugung darauf. Nachdem sie gesehen hat, dass „Khalid“ trotz seiner Suspendierung im Büro ankommt, gibt Aditi Kabir ein Gegenmittel für das Gift, nachdem eine Probe TTX verschwunden ist. Nachdem sie Saurabh einen GPS-Tracker angelegt hatte, um ihn zu schützen, verabreichte Aditi ihm ein Gegenmittel gegen das Gift.
Saurabh tötet Ilyasi und flieht in eine verlassene Moschee, während Kabir ihm folgt. Es kommt zu einem Kampf. Nachdem er Saurabh getötet hat, geht Kabir hinaus und stürzt unter die Kuppel der Moschee. Sein Gesicht ist erneut zerschmettert, denn Kabir will nicht, dass der Verräter Saurabh mit dem Gesicht des Märtyrers Khalid stirbt.
Khalid wird posthum für sein Opfer geehrt, während seine Mutter Nafisa eine Auszeichnung vom Premierminister erhält. Kabir, der beschließt, für weitere Missionen als Agent auf eigene Faust zu arbeiten, kümmert sich um Nainas Adoptivtochter Roohi. Nach einem Gespräch mit Luthra willigt Kabir ein, auf eine geheime Mission zu gehen, um Haqqani zu töten. Später surfen Kabir und Roohi zusammen am Bondi Beach in Sydney und erfüllen damit Nainas Wunsch, mit ihr zu surfen.

## Schauspieler
- Hrithik Roshan als Major Kabir Dhaliwal. Ein RAW-Agent, der als Schurke agiert.
- Tiger Shroff in einer Doppelrolle
  - Captain Khalid Rahmani, Sohn von Kabirs Teamkollegen Abdul, der wegen Hochverrats angeklagt wurde und ein RAW-Agent ist. Er begann für Kabirs Elite-Schatteneinheit zu arbeiten, bevor er vom Terroristen Rizwan Illiasi und seinem Freund Captain Saurabh erschossen wurde.
  - Captain Saurabh, der RAW-Agent, der sein Team und sein Land an Illyaazi verriet und Khalid tötete, wurde später chirurgisch durch Khalids Gesicht ersetzt und schließlich von Kabir getötet.
    - Yash Raj Singh als der echte Captain Saurabh.
- Vaani Kapoor als Naina Sahni, Kabirs Freundin und Roohis Mutter
- Ashutosh Rana als Oberst Sunil Luthra
- Anupriya Goenka als Kabirs Co-Star Kapitän Aditi Nahta
- Dr., Plastischer Chirurg in Zürich. Deepanita Sharma als Mallika Singhal.
- Mashhoor Amrohi als Feroz Contractor ist in Wirklichkeit ein getarnter Terrorist namens Rizwan Illiyasi.
  - Sanjeev Valsa als der echte Rizwan Illyaasi
    - Rishabh Shukla als Stimme des echten Rizwan Illyaasi
- Soni Razdan als Nafisa Rahmani, Khalids Mutter und Abduls Frau
- Ehemaliger portugiesischer ISRO-Weltraumoffizier Dr. Arif Zakaria als Utpal Biswas
- Der pensionierte RAW-Agent V.K. Mohit Chauhan als Naidu
- Swaroop Ghosh, Verteidigungsministerin Sherna Patel
- Dishita Sehgal als Roohi Sahni – Nainas Tochter und Kabirs Adoptivtochter.
- Imran Ahmed als Saini, ein RAW-Agent
- Jesse Lever als Kabirs Teamkollege Captain Muthu
- Para SF – Amit Gaur als Oberstleutnant Jimmy Shroff
- Ravi Awana als ISIS-Terrorist Bashir Hasib
  - Manoj Pandey als die Stimme von Basheer
- Anil Khopkar wurde Premierminister.
- Bhuvanesh Mann als Schiffssteuermann

## Produktion

### Entwicklung
An Yash Chopras Geburtstag und nach dem Erfolg von Ek Tha Tiger (2012) kündigte Yash Raj Films einen neuen Actionfilm mit Hrithik Roshan und Tiger Shroff in den Hauptrollen an. Vaani Kapoor steht endgültig für die Rolle der Heldin fest. Mit der Gestaltung der Actionsequenzen wurden zwei internationale Actionchoreografen aus Hollywood und Südkorea beauftragt.
Die Höhepunktszene des Films wurde am Polarkreis gedreht. Dies ist der erste indische Film, dem dies gelingt. Regisseur Siddharth Anand sagte: „Wir wollen die Messlatte für in unserem Land gedrehte Actionfilme höher legen. Deshalb bringen wir zwei große Action-Choreographen zusammen, um einige der bizarrsten und visuell beeindruckendsten Sequenzen zu entwerfen. Auf der einen Seite haben wir Andy R. Armstrong aus Hollywood und auf der anderen Seite Herrn Seung-yoon Oh, einen großartigen Martial-Arts-Action-Choreografen aus Südkorea.“

### Illustration
Die Hauptdreharbeiten begannen in der zweiten Septemberwoche 2018. Im Film sind auch zwei Stars zu sehen, die zum Lied „Jai Jai Shivshankar“ tanzen. Der Drehplan des Films endete Anfang März 2019. Der Film wurde an mehreren ausländischen Orten in Delhi, Uttarakhand, Kerala, Portugal, Italien (Amalfi, Capri, Positano, Matera), Finnland, Schweden, der Schweiz, Georgien und Australien gedreht. Die Verfolgungsjagd der beiden Stars auf dem Motorrad wurde in Portugal gedreht. Der Höhepunkt des Films, die Verfolgungsjagd, wurde am Polarkreis gedreht.

## Musik
Die Musik des Films wurde von Vishal-Shekhar komponiert und die Texte wurden von Kumar geschrieben, in seiner ersten offiziellen Zusammenarbeit mit Yash Raj Films. Alle Themen wurden von Sanjit Balhara und Ankit Balhara komponiert, die Salim-Sulaiman ersetzten, der häufig mit Regisseur Siddharth Anand zusammengearbeitet hatte.

## Freigeben
Der Film wurde am 2. Oktober 2019 veröffentlicht, zeitgleich mit Gandhi Jayanti.

## Rezeption

### Einspielergebnis
War spielte am ersten Tag 53,35 Crore Rupien ein. Dies ist die höchste Einspielzahl eines Hindi-Films am Eröffnungstag. Während am zweiten Tag 24,35 Crore Rupien eingespielt wurden, waren es am dritten Tag 22,45 Crore Rupien, sodass sich die Gesamteinnahmen auf 100,15 Crore Rupien belaufen. „War“ hat sechs neue Rekorde aufgestellt und an den Kinokassen 100 Crore Rupien eingespielt. Der Film erreichte innerhalb von drei Tagen nach seiner Veröffentlichung die 100-Crore-Marke. Die erweiterten Einnahmen von 166,25 Crore Rupien am Eröffnungswochenende sind die höchsten Einnahmen eines Bollywood-Films an einem Eröffnungswochenende im Jahr 2019. Der Film überschritt in seiner ersten Woche die 200-Crore-Rupien-Marke und war damit der Bollywood-Film des Jahres 2019, der diesen Meilenstein am schnellsten erreichte.
Der Film spielte in Indien 318,01 Crore Rupien und im Ausland 157,61 Crore Rupien ein, womit seine weltweiten Einnahmen auf 475,62 Crore Rupien stiegen. Dies ist der umsatzstärkste indische Film des Jahres 2019.

### Kritiken
War erhielt überwiegend positive Kritiken von Kritikern; Auf der Bewertungsaggregator-Website Rotten Tomatoes hat der Film eine Bewertung von 71 %, basierend auf 17 Kritiken, mit einer durchschnittlichen Bewertung von 5,2/10. Zu den positiven Kritiken zählt Anupama Chopra: „War ist ein Popcorn-Entertainer. Man kann nicht zu viele Fragen stellen, aber wenn man bereit ist, seine Skepsis zu unterdrücken, werden einen die Wendungen fesseln.“ Ein Autor von Bollywood Hungama gab dem Film vier von fünf Sternen und sagte: „ War ist ein Action-Entertainment mit Stil und genügend Wendungen, um das Publikum zu fesseln. An den Kinokassen werden das lange Wochenende, die tolle Action, die atemberaubenden internationalen Drehorte und die stilvolle Umsetzung dafür sorgen, dass der Film beim Publikum große Zustimmung findet.“ Taran Adarsh gab dem Film vier von fünf Sternen und nannte ihn „[e]skapistisches Kino vom Feinsten“. Komal Nahta von Film Information kommentierte: „Dieser Film könnte dazu beitragen, ein neues Franchise für das Banner von Yash Raj Films zu starten.“ Sonal, Autor für India TV, schrieb: „Die Wendungen, Charaktere, Situationen, Logik, Schwerkraft, Physik, Chemie und einige Tricks wie Ekta Kapoor vereinen sich zu einer visuell atemberaubenden Mischung aus Hrithik Roshans und Abbas Mustans Tiger Shroff“, während Rajeev Masand von News18 sagte: „Hrithik Roshan und Tiger Shroff sind voll und ganz bei der Action, bringen Charme in die großen, stilvollen Sequenzen und visuelle Energie in die One-Hit-Prügeleien des Films.“
Die Times of India bewertete den Film mit drei von fünf Sternen und meinte, er habe „viel Stil, Stunts und Show, aber es mangele ihm an einer soliden Handlung“. India Today bewertete den Film mit zweieinhalb von fünf Sternen und schrieb: „ Krieg ist ein Publikumsliebling, aber das bedeutet nicht, dass er die Sache des Films voranbringen soll.“ Daily News and Analysis vergab drei von fünf Sternen und schrieb: „ War fühlt sich mehr wie ein Comeback für Hrithik Roshan und YRF an als alles andere.“ In einem Artikel für The Indian Express gab Shubhra Gupta dem Film zwei von fünf Sternen und sagte: „Das Hauptproblem von War ist, dass jeder Raum zwischen Hrithik Roshan und Tiger Shroff aufgeteilt ist und die armen Bösewichte keine wirkliche Chance haben.“ Anna M.M., die für Firstpost schrieb. Vettikkad gab dem Film zwei von fünf Sternen und kommentierte: „Dieser Film hätte eine spannende, fesselnde und unterhaltsame Reise sein können. Aber angesichts seiner Politik … ist [es] ein Lied, das die muslimische Loyalität gegenüber unserem Heimatland schmerzlich herabwürdigt, eine besonders verabscheuungswürdige und beleidigende.“ Saibal Chatterjee gab dem Film fünfeinhalb Sterne und kommentierte: „Mit der Stärke der männlichen Hauptdarsteller Hrithik und Tiger, die entschlossen Steine werfen und beide schlaffe Gliedmaßen haben, ist der Kampf nur Stil und keine Substanz.“

### Auszeichnungen
| Vergeben                                              | Datum der Zeremonie   | Kategorie                           | Empfänger                                                      | Ergebnis    | Art.-Nr. |
| ----------------------------------------------------- | --------------------- | ----------------------------------- | -------------------------------------------------------------- | ----------- | -------- |
| Filmfare Awards                                       | 15. Februar 2020      | Bester Film                         | Aditya Chopra                                                  | Nominiert   |          |
| Filmfare Awards                                       | 15. Februar 2020      | Beste Regie                         | Siddharth Anand                                                | Nominiert   |          |
| Filmfare Awards                                       | 15. Februar 2020      | Beste Playback-Sängerin             | Shilpa Rao („Ghungroo“)                                        | Erfolgreich |          |
| Filmfare Awards                                       | 15. Februar 2020      | Beste Choreographie                 | Bosco-Caesar („Jai Jai Shiv Shankar“)                          | Nominiert   |          |
| Filmfare Awards                                       | 15. Februar 2020      | Beste Choreographie                 | Bosco–Caesar & Tushar Kalia („Ghungroo“)                       | Nominiert   |          |
| Filmfare Awards                                       | 15. Februar 2020      | Beste Aktion                        | Paul Jennings, Oh See Young, Parvez Sheikh und Franz Spielhaus | Erfolgreich |          |
| Filmfare Awards                                       | 15. Februar 2020      | Beste Spezialeffekte                | Sherry Bharda und Vishal Anand für YFX                         | Erfolgreich |          |
| Internationale Auszeichnungen der Indian Film Academy | 27.–29. November 2020 | Bester Musikdirektor                | Vishal–Shekhar                                                 | Nominiert   |          |
| Internationale Auszeichnungen der Indian Film Academy | 27.–29. November 2020 | Bester Playback-Sänger              | Arijit Singh („Ghungroo“)                                      | Nominiert   |          |
| Internationale Auszeichnungen der Indian Film Academy | 27.–29. November 2020 | Beste Playback-Sängerin             | Shilpa Rao („Ghungroo“)                                        | Nominiert   |          |
| Internationale Auszeichnungen der Indian Film Academy | 27.–29. November 2020 | Tonmischung                         | Anuj Mathur – YRF Studios Pritam Das                           | Erfolgreich |          |
| Internationale Auszeichnungen der Indian Film Academy | 27.–29. November 2020 | Beste Choreographie                 | Bosco–Caesar & Tushar Kalia („Ghungroo“)                       | Erfolgreich |          |
| Internationale Auszeichnungen der Indian Film Academy | 27.–29. November 2020 | Beste Spezialeffekte                | YFX (YRF Studios)                                              | Erfolgreich |          |
| Mirchi Music Awards                                   | 19. Februar 2020      | Lied des Jahres                     | „Ghungroo“                                                     | Nominiert   |          |
| Mirchi Music Awards                                   | 19. Februar 2020      | Sängerin des Jahres                 | Shilpa Rao („Ghungroo“)                                        | Nominiert   |          |
| Mirchi Music Awards                                   | 19. Februar 2020      | Song Engineer – Aufnahme & Mischung | Abhay Rumde und Vijay Dayal („Ghungroo“)                       | Nominiert   |          |
| Filmpreise                                            | 8. Dezember 2019      | Bester Film                         | Krieg                                                          | Nominiert   |          |
| Filmpreise                                            | 8. Dezember 2019      | Beste Regie                         | Siddharth Anand                                                | Nominiert   |          |
| Filmpreise                                            | 8. Dezember 2019      | Bester Schauspieler                 | Hrithik Roshan                                                 | Nominiert   |          |
| Filmpreise                                            | 8. Dezember 2019      | Beste Nebendarstellerin             | Vaani Kapoor                                                   | Nominiert   |          |
| Filmpreise                                            | 8. Dezember 2019      | Beste Choreographie                 | Bosco–Caesar & Tushar Kalia („Ghungroo“)                       | Erfolgreich |          |
| Filmpreise                                            | 8. Dezember 2019      | Beste Aktion                        | Paul Jennings, Oh See Young, Parvez Sheikh und Franz Spielhaus | Erfolgreich |          |
| Filmpreise                                            | 8. Dezember 2019      | Hervorragende Bearbeitung           | Arif Scheich                                                   | Erfolgreich |          |
| Zee Cine Awards                                       | 13. März 2020         | Beste Aktion                        | Paul Jennings, Oh See Young, Parvez Sheikh und Franz Spielhaus | Erfolgreich |          |
| Zee Cine Awards                                       | 13. März 2020         | Beste Choreographie                 | Bosco-Caesar („Jai Jai Shiv Shankar“)                          | Erfolgreich |          |
| Zee Cine Awards                                       | 13. März 2020         | Beste Spezialeffekte                | YFX (YRF Studios)                                              | Erfolgreich |          |

## Fortsetzung
Während der Veröffentlichung von „War“ bestätigte Anand, dass er am Drehbuch für die Fortsetzung arbeite und dass es, abhängig von der Reaktion des Publikums auf den Film, Pläne gebe, aus dem Film ein Franchise zu machen.
Nach dem Erfolg von „War“ bestätigte Yash Raj Films Pläne zur Produktion einer Fortsetzung mit der Absicht, den Film zu einem Franchise im YRF Spy Universe auszubauen. Eine Fortsetzung mit dem Titel „War 2“ ist derzeit in Produktion. Hrithik Roshan wird seine Rolle als Major Kabir Dhaliwal wiederholen, während NT Rama Rao Jr., Kiara Advani, Shabbir Ahluwalia und Anil Kapoor in Schlüsselrollen zu sehen sein werden. War 2 unter der Regie von Ayan Mukerji wird am 14. August 2025 erscheinen.
Dies ist das Debüt von Jr. NTR im Hindi-Kino und zugleich Advanis und Kapoors Einstieg in das Spionageuniversum. Die Hauptdreharbeiten begannen im Oktober 2023. Ziel dieses Films ist es, eine einheitliche Erzähllandschaft zu schaffen, die auf dem etablierten Universum basiert und es mit anderen YRF-Spionagefilmen verbindet.